# Carlos Gruezo
Carlos Armando Gruezo Arboleda (ur. 19 kwietnia 1995 w Santo Domingo) – piłkarz ekwadorski grający na pozycji defensywnego pomocnika. Od 2023 roku jest zawodnikiem amerykańskiego klubu San Jose Earthquakes.

## Kariera klubowa
Swoją karierę piłkarską Gruezo rozpoczął w klubie Unión Deportiva Juvenil. Następnie trenował w juniorach takich klubów jak: LDU Quito, Defensor Sporting i Independiente. W 2011 roku stał się członkiem pierwszego zespołu Independiente. 11 września 2011 zadebiutował w ekwadorskiej Serie A w wygranym 3:0 domowym meczu z CD Olmedo.
W 2012 roku Gruezo przeszedł do Barcelony. Swój debiut w niej zaliczył 5 lutego 2012 w zwycięskim 3:1 domowym meczu z Deportivo Cuenca. W zespole Barcelony był podstawowym zawodnikiem. W sezonie 2012 wywalczył z nią tytuł mistrza Ekwadoru.
W styczniu 2014 roku Gruezo podpisał kontrakt z VfB Stuttgart. W niemieckiej Bundeslidze zadebiutował 26 marca 2014 w przegranym 0:2 wyjazdowym spotkaniu z 1. FC Nürnberg. W 69. minucie tego meczu zmienił Gotoku Sakaia.
| Sezon   | Klub          | Kraj              | Rozgrywki  | Mecze | Bramki |
| ------- | ------------- | ----------------- | ---------- | ----- | ------ |
| 2011    | Independiente | Ekwador           | Serie A    | 4     | 0      |
| 2012    | Barcelona SC  | Ekwador           | Serie A    | 39    | 1      |
| 2013    | Barcelona SC  | Ekwador           | Serie A    | 38    | 2      |
| 2013/14 | VfB Stuttgart | Niemcy            | Bundesliga | 8     | 0      |
| 2014/15 | VfB Stuttgart | Niemcy            | Bundesliga | 8     | 1      |
| 2015/16 | VfB Stuttgart | Niemcy            | Bundesliga | 2     | 0      |
| 2016    | FC Dallas     | Stany Zjednoczone | MLS        |       |        |

## Kariera reprezentacyjna
Gruezo grał w młodzieżowych reprezentacjach Ekwadoru. W dorosłej reprezentacji Ekwadoru zadebiutował 17 maja 2014 w zremisowanym 1:1 towarzyskim meczu z Holandią, rozegranym w Amsterdamie. W 61. minucie tego meczu zmienił Christiana Noboę.